# 伊藤ひろこ
伊藤 ひろこ（いとう ひろこ）は、日本の女性声優。フリー。旧名は、伊藤 寛子（いとう ひろこ）。

## 出演作品

### テレビアニメ
- ファイテンション☆スクール
  - はなけろ〜虹の国のシエル姫〜（シエル姫）
- ファイテンション☆テレビ
  - はなけろ〜どんぐりころころエコろころ〜（シエル姫）

### 舞台
- 日本の演劇人を育てるプロジェクト 新進演劇人育成公演 劇作家部門『流れる血、あたたかく』（2024年9月11日 - 23日、space早稲田）[1]